# Dobritzchen
Dobritzchen, in topografischen Kartenwerken und weiteren Veröffentlichungen zum Teil auch als Döbritzchen oder Döbritzschen bezeichnet, ist eine Siedlung in der Gemeinde Priestewitz im Landkreis Meißen in Sachsen.

## Geografie und Verkehrsanbindung
Der 156 Hektar umfassende Ort liegt etwa vier Kilometer südöstlich des Kernortes Priestewitz. Die Staatsstraße S81 verläuft westlich. Weiter westlich verläuft die B 101. Eine Buslinie verbindet Dobritzchen unter anderem mit Priestewitz und Großenhain.
Südlich von Dobritzschen hat der Hopfenbach, ein Zufluss der Großen Röder, seine Quelle. Östlich liegt die Talsperre Nauleis.

## Geschichte

### Erste urkundliche Erwähnung und Ortsname
Eine erste urkundliche Erwähnung fand der Ort im Jahre 1352 als Dobirwiczchin. Der Ortsname wird als Siedlung im Tal gedeutet. Weitere Formen des Ortsnamens waren im Laufe der Zeit laut dem Digitalen Historischen Ortsverzeichnis von Sachsen (HOV) des Instituts für Sächsische Geschichte und Volkskunde e. V. (ISGV): Doberwicz parvum (1378), Dobirwiczchin (1406), Cleynen Dobruwicz (1418), Dobirwiczhen (1428), Kleinen Doberietzsch (1547), Dobritzgen (1551), Klein Döberitz und Döbritzchen (1875).
In amtlichen und anderen veröffentlichten Kartenwerken beziehungsweise Verzeichnissen taucht der Ortsname gegenwärtig unter verschiedenen Schreibweisen auf. Während der Ortsname im Postleitzahlenbuch von 1993 noch als Döbritzschen geführt wird, gilt diese Schreibweise im Online-Portal Postleitzahlensuche der Deutschen Post AG aktuell als veraltet. Im 2008 erschienenen Band 70 der Publikationsreihe Werte der deutschen Heimat wird der Ort noch in der bereits 1875 erwähnten Schreibweise Döbritzchen beschrieben. Der Online-Kartendienst Google Maps und das Online-Projekt OpenStreetMap verwenden Döbritzschen. 
Im Digitalen Historischen Ortsverzeichnis von Sachsen (HOV) und im Geoportal Sachsenatlas wird der Ort unter Dobritzchen geführt.

### Weitere Entwicklung
Angelegt wurde der Ort ursprünglich als Gutsweiler mit Gutsblockflur. Im Laufe der Jahrhunderte gab es einige Besitzerwechsel. 1352 noch als Sattelhof bezeichnet, war die Siedlung im Jahre 1378, deren Größe um 1406 mit 1,5 Hufen angegeben wurde, der Burg Hayn untertänig. Ab 1547 war sie dem Amt Hayn zugehörig.
In Dobritzchen sollen sich einst ein Schloss und eine kleine Kirche beziehungsweise Kapelle, die der Heiligen Katharina geweiht war, befunden haben. Die Kirche, in welcher der Pfarrer aus Lenz predigen musste, wurde bereits vor der Reformation als baufällig bezeichnet und später abgebrochen, weshalb der Ort ab 1539 nach Lenz eingemeindet war. Laut der 1841 erschienenen Schrift Sachsens Kirchengalerie–Die Inspectionen Großenhain, Radeberg und Bischofswerda soll ein ursprünglich vorhandenes Schloss einstmals demoliert und nie wieder aufgebaut worden sein. Zu jener Zeit sollen vor Ort noch Ruinen des Schlosses und Reste der alten Wälle und Wassergräben zuerkennen gewesen sein. Diese Reste wurden um etwa 1900 auf Anweisung des Kriegsministeriums eingeebnet.
Das örtliche Rittergut gehörte im 16. Jahrhundert dem Adelsgeschlecht von Nischwitz, ab 1618 dem meißnischen Adelsgeschlecht von Schleinitz und darauf ab 1661 dem Johann Georg von Poigk.
Etwa um 1700 erwarb Gottfried Herrmann Graf von Beichlingen das Gut und vereinigte es mit dem Rittergut in Dallwitz. Um 1841 sollen sich hier, außer den Wirtschaftsgebäuden des Rittergutes, 3 herrschaftliche Drescherhäuser, eine erbliche Teichmühle und zwei Privathäuser, von denen das eine aus einer ursprünglich vorhandenen herrschaftlichen Schmiede hervorgegangen sein soll, befunden haben. Die Einwohnerzahl wurde zu jener Zeit mit 40 angegeben. Im Jahre 1890 bestand die Siedlung aus 7 Gebäuden und 55 Einwohnern. Kurze Zeit später kam das Gut zusammen mit Dallwitz in den Besitz des Kriegsministeriums, welches hier ein Remontegut errichtete.
Dobritzchen wurde später in die Nachbargemeinde Lenz eingemeindet, welche am 1. Januar 1999 in der Gemeinde Priestewitz aufging. Am 1. November 2003 wurde Dobritzchen als selbständiger Gemeindeteil von Priestewitz gestrichen. Zu diesem Zeitpunkt umfasste die Siedlung fünf Dreiseitenhöfe, einen Umsiedlerhof und einen weiteren von der Siedlung her etwas abgesetzten Hof.